# I Liceum Ogólnokształcące im. Tadeusza Kościuszki w Gorzowie Wielkopolskim
I Liceum Ogólnokształcące im. Tadeusza Kościuszki w Gorzowie Wlkp. – najstarsze liceum w Gorzowie Wlkp. Powstało 14 października 1945 roku. Od 1969 roku I LO jest szkołą stowarzyszoną UNESCO. Szkoła jest także organizatorem jednej z najlepszych w Europie symulacji obrad ONZ tzw. PuszMUN.

## Historia
Jego historia rozpoczęła się 27 września 1945 roku w budynku przy ulicy Przemysłowej 22 (obecnie znajduje się tam II LO), gdzie sale lekcyjne dzieliło ze szkołą podstawową i gimnazjum. Oficjalne otwarcie Miejskiego Gimnazjum i Liceum Ogólnokształcące w Gorzowie Wielkopolskim nastąpiło 14 października 1945 roku. W listopadzie tegoż roku ze względu na niedostateczną liczbę klas i rosnącą liczbę uczniów zostało przeniesione na ulicę Warszawską (obecne III LO). Już w marcu 1946 nastąpiła kolejna przeprowadzka, tym razem na ul. Estkowskiego. W grudniu 1951 roku szkoła ponownie zmienia się adres, tym razem na Kosynierów Gdyńskich (obecnie IV LO), aby w końcu w 1958 przenieść się na ul. Puszkina 31, gdzie do dzisiaj znajduje się I LO. Stąd potoczna jego nazwa – „Puszkin”. Obserwując przebieg przenosin, łatwo jest zauważyć, jak zmieniało się szkolnictwo ogólnokształcące w Gorzowie Wlkp. i jak wpływało na nie I LO. Imię patrona Tadeusza Kościuszki szkoła nabyła w 1947 roku.
W 2006 roku I LO w Gorzowie Wielkopolskim zajęło 31 miejsce w rankingu szkół średnich w Polsce. W 2019 roku zajęło 5 miejsce w woj. lubuskim w rankingu miesięcznika Perspektywy, zdobywając tytuł „Złotej Szkoły 2019”.

## Znani absolwenci i nauczyciele
- Marek Jurek – marszałek Sejmu
- Katarzyna Zawidzka – Miss Polonia 1985
- Witold Kapryza – pedagog, krajoznawca
- Bogusław Kiernicki – polski polityk, historyk, publicysta i działacz katolicki
- Piotr Mierecki – polski działacz opozycyjny w PRL
- Dariusz Muszer – polsko-niemiecki prozaik, poeta, publicysta
- Marcin Matczak – profesor nauk prawnych[5], profesor uczelni na Wydziale Prawa i Administracji Uniwersytetu Warszawskiego